# JR福知山線分岐線構想

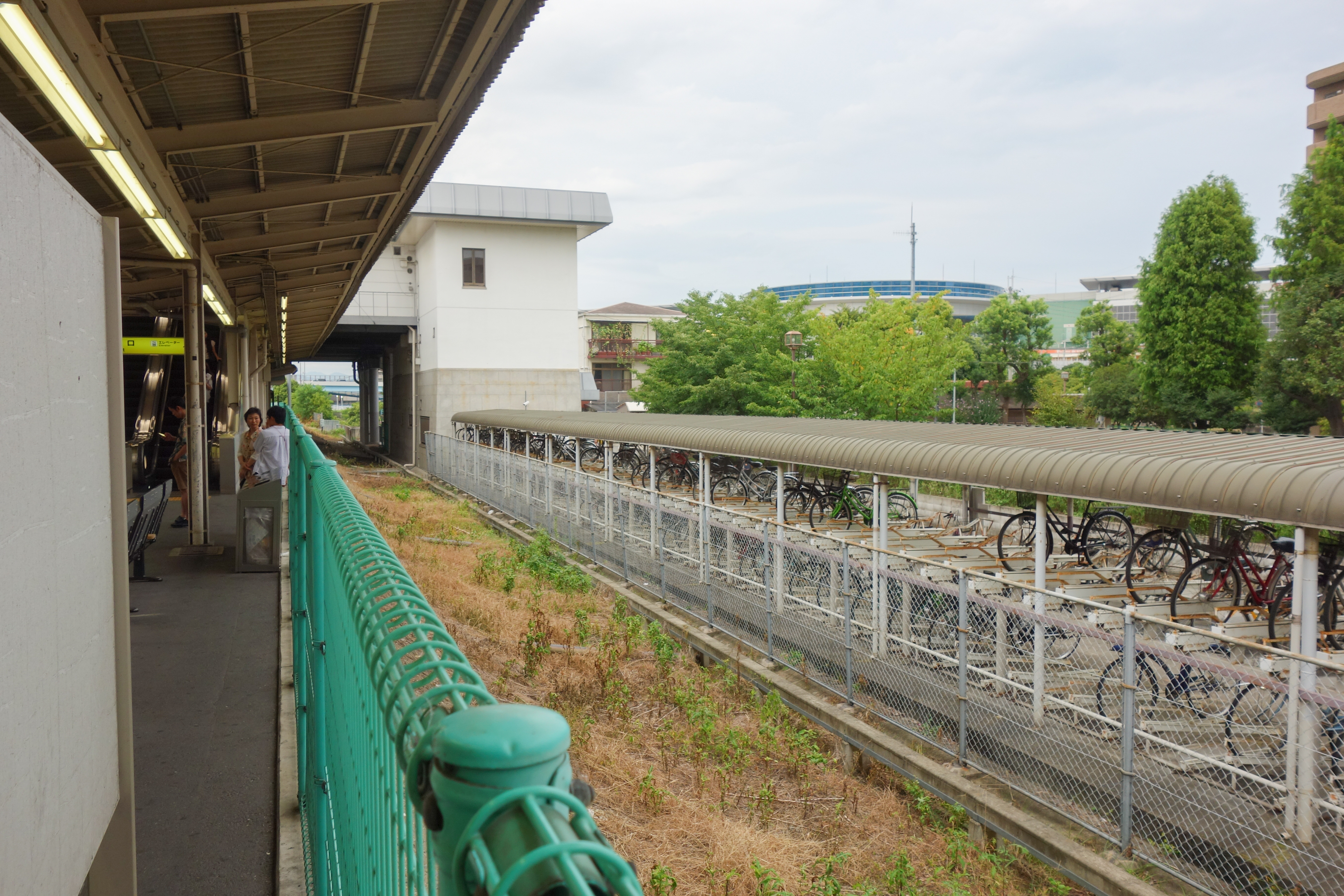
伊丹駅 2番線横の線路用地

JR福知山線分岐線構想（ジェイアールふくちやませんぶんきせんこうそう）は、1989年度に発表された大阪国際空港と大阪駅を結ぶ空港連絡鉄道構想である。同空港と西日本旅客鉄道（JR西日本）の福知山線（JR宝塚線）伊丹駅間の3.7 kmをJRの新線で結び、大阪駅まで乗り入れる案の調査・検討が行われた。

## 経緯・位置づけ
2004年（平成16年）の近畿地方交通審議会答申第8号にて大阪国際空港広域レールアクセスとして「中期的に望まれる鉄道ネットワークを構成する新たな路線」に含まれているほか、伊丹市第4次総合計画にて基本課題「空港と地域の調和ある発展」の「空港をいかしたまちづくり」の中に、「JR福知山線分岐線構想の実現化に努める」と記載されている。
兵庫県や伊丹市などが調査を進めていたが、大阪モノレール線との競合に加え、当初見込んでいた神戸方面からの乗客が神戸空港の開港で見込めなくなってきたことから構想は停滞している。
代替案として、伊丹市では大阪国際空港行きの伊丹市営バスの増発を行ったほか、2004年からは直行便の運行も始めたが、このバス路線は赤字が続き、累積赤字は2010年までの5年間で3億5600万円に上った。阪急電鉄も大阪モノレールとの連携を強化し、2001年には京都本線との接続駅である南茨木駅、2003年には宝塚本線との接続駅である蛍池駅にそれぞれ優等列車を停車させるようになった。大阪モノレールに出資する大阪府は、大阪モノレール線を大阪空港駅から伊丹市内へ延伸する提案も示している。
また2007年から、兵庫県は同空港とJR宝塚線伊丹駅を結ぶ次世代型路面電車 (LRT) を新設する検討を始め、採算性の調査費750万円を新年度予算案に盛り込んだ。阪急伊丹駅への延伸も検討され、有力なルートは空港ターミナルから猪名川左岸を経て、JR宝塚線伊丹駅に至る約4キロとした。所要時間を10 - 15分とし、途中に3、4駅を設け公的資金を中心に建設、運営は民間に委ねる方向で、建設費は300億円程度と見込んでいた。しかし採算面から頓挫し、2008年度以降は予算が計上されていない。2012年現在、兵庫県交通政策課は「長期的な課題だが、大阪空港利用者が増加しない限り、具体的な計画立案は見合わせる」としている。
2017年、本計画とは別に、阪急電鉄は阪急宝塚本線曽根駅から分岐する、大阪国際空港へのアクセス路線を建設する計画を発表した。

## 設置駅
当路線が実現した場合、JR伊丹駅 - 大阪国際空港駅の間に1つ駅を設けることになる。
伊丹駅(JR) - 西桑津新駅（仮） - 大阪国際空港新駅（仮）